# Томас Кромвел
Томас Кромвел, први гроф од Есекса (енгл. Thomas Cromwell, 1st Earl of Essex, око 1485 − 28. јул 1540) био је енглески правник и државник који је вршио дужност првог министра краља Хенрија VIII Тјудора од 1532. до 28. јула 1540. године.
Кромвел је био један од највећих присталица реформације у Енглеској. Помогао је да се Хенријев брак са шпанском принцезом Катарином Арагонском поништи како би краљ могао да се ожени Аном Болејн. Како је папа одбио да санкционише поништење брака, енглески парламент је 1534. подржао проглашење краља за поглавара оцепљене Англиканске цркве. Кромвел је надзирао рад нове цркве са позиције вицерегента за верске послове и генералног викара.
Током свог успона, Кромвел је стекао бројне непријатеље. До његовог пада са власти дошло је после Хенријеве женидбе са немачком војвоткињом Аном од Клева. Кромвел се надао да ће овај брак подупрети даљи развој реформације у Енглеској, али се читав подухват претворио у катастрофу за Кромвела. Хенријев брак са Аном поништен је после само шест месеци. Кромвел је ухапшен и, без суђења, погубљен због издаје и јереси на Тауер Хилу у Лондону 28. јула 1540. године. Краљ је доцније жалио губитак свог првог министра.
Све до средине 20. века, историчари су умањивали Кромвелову историјску улогу, сматрајући га за доктринарног махинатора који је био једва нешто више од агента деспотски настројеног Хенрија Осмог. Ипак, Џефри Елтон га је у својој књизи The Tudor Revolution (1953) приказао као централну фигуру у револуцији у управи до које је дошло током периода владавине Тјудора. Елтон је Кромвела, а не Хенрија VIII, приказао као покретача раскида са папством и инспиратора законодавства и административних поступака захваљујући којима је реформација у Енглеској добила на значају. Елтон је тврдио да је захваљујући Кромвелу парламент прихватио владарски апсолутизам, услед чега настају нови органи власти који су преузели бригу о одузетим црквеним поседи и постепено нестају средњовековне карактеристике централне власти. Каснији историчари су признали Кромвелов значај, али су минимализовали "револуцију" о којој је Елтон писао.
Лајтхед (2004) је записао о Кромвелу: "И поред снажне опозиције осигурао је прихватање краљевих нових овлашћења, створио је јединствено краљевство којим се лакше управљало и обезбедио је круни, макар привремено, знатне земљишне поседе."
Томасов сестрић Ричард Вилијамс узео је ујаково презиме Кромвел. Ричард Кромвел (1502 – 1545) био је прадеда Оливера Кромвела (1599 — 1658), енглеског војсковође, вође револуције и лорда протектора.